# Ludwig Aulich

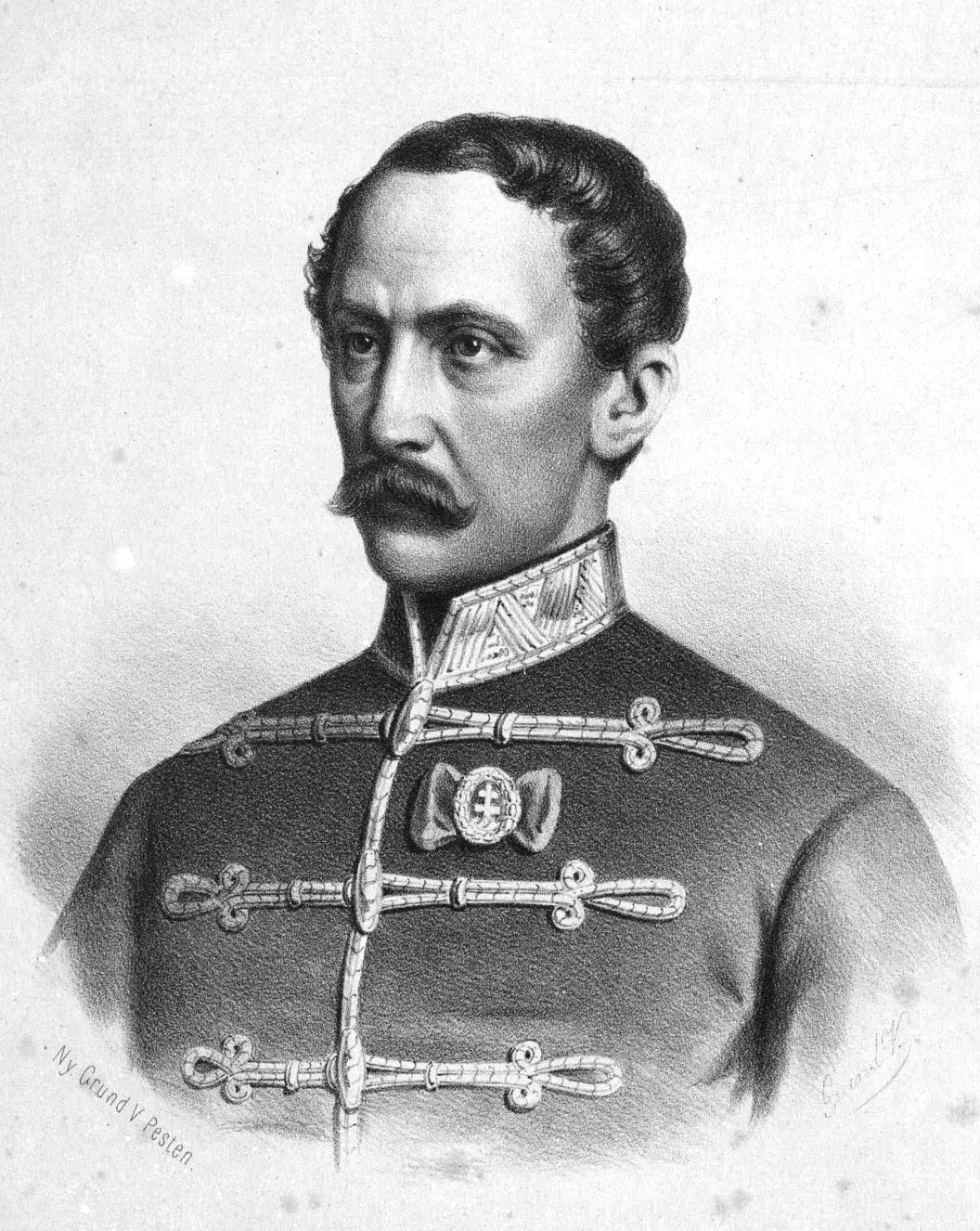
Ludwig Aulich

Ludwig Aulich, ungarisch Aulich Lajos (* 1792 oder 1795 in Pressburg, Königreich Ungarn; † 6. Oktober 1849 in Arad) war ein ungarischer Revolutionsgeneral und Kriegsminister.

## Leben
Der aus einer ungarndeutschen Familie entstammende Aulich war beim Ausbruch der Märzrevolution von 1848 Oberstleutnant im österreichischen Infanterieregiment „Kaiser Alexander“, das die neue ungarische Verfassung beschwor, und mit dem er gegen die Serben bei Szenttamás mit Auszeichnung kämpfte, so dass er zum Obersten und Kommandanten des genannten Regiments ernannt wurde. Gegen Ende 1848 kämpfte er am linken Donauufer gegen die Schwarzenberg-Simunichsche Armee.
Am 7. März 1849 wurde er vom Kriegsminister Lázár Mészáros zum General ernannt und erhielt die Führung des 2. Armeekorps. Die Siege der Ungarn im März und April über Windisch-Graetz waren zum Teil Aulichs Verdienst. Während Artúr Görgei dann zum Entsatz der Festung Komorn eilte, zog Aulich am 24. März in das von den Kaiserlichen geräumte Pest ein, mit Jubel begrüßt und als Held des Tags gefeiert.
Seit Anfang Mai nahm er an der Belagerung und Bestürmung Ofens teil. Im Juli wurde er mit László Csányi und Ernő Kiss nach Komorn geschickt, um Görgey zum Gehorsam gegen die ungarische Regierung zu bewegen, womit sie aber keinen Erfolg hatten. Nach Görgeys Rücktritt wurde Aulich Kriegsminister, erkannte jedoch alsbald dessen Diktatur an und erklärte sich für die Waffenstreckung. Von den Russen ausgeliefert, wurde er in Arad am 6. Oktober 1849 mit zwölf weiteren Generälen gehängt.